# چارلز آکونور
چارلز آکونور (انگلیسی: Charles Akonnor؛ زادهٔ ۱۲ مارس ۱۹۷۴) بازیکن سابق و مربی فوتبال اهل غنا است.
از باشگاه‌هایی که در آن بازی کرده است می‌توان به باشگاه فوتبال وولفسبورگ، باشگاه ورزشی هورسنس، باشگاه فوتبال آاک لارناکا، و باشگاه فوتبال اس‌سی فورتونا کلن اشاره کرد.
وی همچنین در تیم‌های ملی فوتبال زیر ۲۰ سال غنا و غنا بازی کرده است.

## یادداشت ها
1. ↑  Statistics are from FIFA World Youth Championship (remaining stats unknown)[۲]
2. ↑  Statistics are from 1996 Olympics games (remaining stats unknown)[۳]